# Illa Zayas
L'illa Zayas és una illa deshabitada de la costa nord de la Colúmbia Britànica, Canadà, situada al costat est de l'entrada Dixon, a l'oest de l'illa Dundas. Tres parcel·les de terra a les costes nord, est i sud de l'illa són reserves de la Primera Nació Lax Kw'alaams.
El capità Frederick C. Learmonth de l'HMS Egeria, que va estudiar l'illa el 1908, va anomenar tres punts (Jacinto Point, Caamaño Point i Aranzazu Point) en honor de l'explorador espanyol que va descobrir l'illa, Jacinto Caamaño.
L'illa rep el cognom del segon pilot de Jacinto Caamaño, Juan Zayas, a bord de la corbeta Aránzazu durant el viatge pel Nord-oest del Pacífic liderat per l'Imperi espanyol.